# Jawad
Jawad é uma cidade e uma nagar panchayat no distrito de Neemuch, no estado indiano de Madhya Pradesh.

## Geografia
Jawad está localizada a 24° 36′ N, 74° 51′ L. Tem uma altitude média de 452 metros (1482 pés).

## Demografia
Segundo o censo de 2001, Jawad tinha uma população de 16 143 habitantes. Os indivíduos do sexo masculino constituem 51% da população e os do sexo feminino 49%. Jawad tem uma taxa de literacia de 70%, superior à média nacional de 59,5%: a literacia no sexo masculino é de 80% e no sexo feminino é de 59%. Em Jawad, 14% da população está abaixo dos 6 anos de idade.